# Udienza preliminare
Nel diritto processuale penale italiano, l'udienza preliminare è nata ed è stata strutturata come un'udienza filtro, svolta in camera di consiglio, funzionale a impedire il passaggio in dibattimento di imputazioni azzardate, ma non ha a oggetto la colpevolezza o l'innocenza dell'imputato.
La riforma Cartabia ha introdotto in Italia un nuovo criterio di valutazione che deve utilizzare sia il Pubblico Ministero alla conclusione delle indagini per decidere se esercitare l'azione penale o chiedere l'archiviazione sia il giudice in sede di procedimento di archiviazione e in sede di udienza preliminare, cioè la ragionevole previsione di condanna o di applicazione di una misura di sicurezza diversa dalla confisca. Ciò significa che il giudice dell'udienza preliminare (GUP) deve capire, attraverso un giudizio prognostico, se sia ragionevolmente prevedibile oppure no una sentenza di condanna dell'imputato in dibattimento.
Gli epiloghi dell'udienza preliminare possono essere due: 1) sentenza di non luogo a procedere, in cui sostanzialmente si proscioglie l’imputato perché si ritiene che quell'imputazione non sia meritevole di proseguire nel contesto dibattimentale; 2) decreto non motivato che dispone il giudizio. Non motivato perché la motivazione potrebbe influire sull'imparzialità e sulla terzietà dell'organo di giudizio. Infatti, se tale decreto fosse motivato, il giudice del dibattimento già saprebbe cosa è accaduto nella fase delle indagini e perché si è arrivati al giudizio.
Il giudizio abbreviato (artt. 438 ss. c.p.p.) e l'applicazione della pena su richiesta delle parti (artt. 444 ss. c.p.p.) sono procedimenti speciali deflattivi del dibattimento. Infatti, essi si celebrano nell'udienza preliminare ed è in quella fase che viene valutata la responsabilità dell'imputato. Il giudizio immediato e il giudizio direttissimo, invece, "saltano" la fase dell'udienza preliminare e il processo accede direttamente al dibattimento.

## Procedura

### Richiesta di rinvio a giudizio
La fase dell'udienza preliminare comincia dopo la notifica dell'avviso di cui all'art. 415-bis c.p.p. (avviso di conclusione delle indagini preliminari). Quando il pubblico ministero ritenga di non dover procedere con la richiesta di archiviazione, che si ha quando non si ritengono sussistenti le accuse, emetterà una richiesta di rinvio a giudizio. Quest'ultima è un atto complesso, i cui contenuti sono indicati dall'art. 417 c.p.p. (in estrema sintesi, contiene le generalità dell'imputato, l'enunciazione del fatto e delle norme che si assumono violate, l'indicazione delle fonti di prova acquisite, la domanda al giudice di emissione del decreto che dispone il giudizio, la data e la sottoscrizione). Le modalità con cui si dispone l'udienza sono sancite dall'art. 418 del codice di procedura penale:
2. Tra la data di deposito della richiesta e la data dell'udienza non può intercorrere un termine superiore a 30 giorni.»
Entro tre giorni prima della data fissata per l'udienza, l'imputato può chiedere che si proceda con giudizio immediato, un rito alternativo.

### Costituzione delle parti
L'udienza si svolge alla presenza necessaria, oltre che del difensore dell'imputato, del pubblico ministero. La comunicazione della fissazione dell'udienza viene comunicata anche alla persona offesa, che a differenza delle due parti prima citate è una figura eventuale che accede al processo penale. Secondo l'art. 419, comma 4 c.p.p., nel termine di dieci giorni dall'udienza deve essere notificato l'avviso di udienza alle parti e devono formalizzarsi gli atti introduttivi: l'avviso, oltre che alla persona offesa, viene recapitato, qualora siano presenti, anche al responsabile civile e al civilmente obbligato per la pena pecuniaria, che sono altre figure non necessarie del processo penale ma che possono partecipare.
Dall'entrata in vigore della legge n. 479/1999, che ha introdotto l'articolo 420-bis c.p.p., era possibile per il GUP dichiarare contumace un imputato già nel corso dell'udienza preliminare. La medesima disposizione accorda peraltro al giudice la facoltà di disporre, anche d'ufficio, la rinnovazione degli avvisi all'imputato allorché sia provato ovvero appaia probabile che lo stesso non ne abbia avuta effettiva conoscenza, salvo che per sua colpa o nei casi in cui il codice prevede la notifica al difensore. Il giudice valuta liberamente se l'imputato abbia avuto conoscenza dell'avviso o meno: questa valutazione non è oggetto di discussione né motivo d'impugnazione.
In caso di impossibilità dell'imputato dovuta a causa di forza maggiore o caso fortuito, il giudice rinvia l'udienza e dispone il rinnovo dell'avviso, stesso discorso per l'avvocato difensore (qualora non abbia però disposto un sostituto o non difenda congiuntamente). Anche le probabilità per l'idoneità della causa di forza maggiore o di caso fortuito sono valutate liberamente dal giudice, e anche in questo caso non impugnabili.
Se non sussistono le cause giustificatrici dell'assenza in udienza dell'imputato (stabilite dagli articoli 420², 420-bis, e 420-ter del c.p.p.) il giudice, se l'imputato non è presente, rinvia l'udienza e dispone che l'avviso sia notificato all'imputato personalmente. Qualora la notificazione non risulti possibile, il giudice dispone con ordinanza la sospensione del processo nei confronti dell'imputato assente (artt. 420-quater, 420-quinquies).

#### Il nuovo sistema introdotto nel 2014
in seguito di varie condanne da parte della Corte di Strasburgo, con la legge 28/4/2014, n. 67, il legislatore ha eliminato l'istituto della contumacia.
Con la nuova normativa, quando la notificazione all'imputato della prima udienza non risulta possibile, il Giudice dispone con ordinanza la sospensione del processo nei confronti dell'imputato irreperibile. Alla scadenza di un anno dalla pronuncia dell'ordinanza di sospensione del processo, il Giudice dispone nuove ricerche dell'imputato per la notifica dell'avviso, provvedendo a ogni successiva scadenza annuale, qualora il procedimento non abbia ripreso il suo corso. Con l'ordinanza di revoca della sospensione del processo, il Giudice fissa la data per la nuova udienza. Solo per l'imputato assente, e cioè colui che nonostante abbia avuto notizia del processo a suo carico decida di non presenziarvi, è previsto che il processo continui e si concluda ordinariamente.

### Discussione
Dopo la costituzione delle parti, il GUP dichiara aperta la discussione. Il pubblico ministero, che deve intervenire per primo, espone sinteticamente i risultati delle indagini preliminari e gli elementi di prova a giustificazione del rinvio a giudizio da lui richiesto. Successivamente l'imputato può rilasciare dichiarazioni spontanee o chiedere di essere sottoposto a interrogatorio, per il quale si applicano le disposizioni degli art. 64 e 65 c.p.p. In verità, su richiesta di parte, il giudice può disporre che l'interrogatorio sia reso nelle forme previste dagli art. 498 e 499 c.p.p., col risultato che le dichiarazioni rese dall'imputato acquistano, in via del tutto eccezionale per la fase preliminare, i connotati di vera e propria prova.
Dopo l'imputato hanno il diritto di parlare i difensori vari, nell'ordine della parte civile, del responsabile civile, della persona civilmente obbligata per la pena pecuniaria e infine dell'imputato stesso. Il pubblico ministero e i difensori possono replicare una sola volta, dopodiché formulano illustrandole le rispettive conclusioni alla base del fascicolo delle indagini preliminari e degli eventuali atti o documenti ammessi dal giudice prima dell'inizio della discussione.

### Il provvedimento finale
La discussione è l'ultima fase prima del provvedimento del giudice, che può ritenere di poter decidere alla base dello stato degli atti oppure no. Nel primo caso dichiara chiusa la discussione ed emana un decreto con cui dispone il giudizio, ovviamente con accoglimento della richiesta del PM. Nel secondo caso, può indicare al PM nuove indagini da svolgere o disporre l'assunzione di nuove prove, anche d'ufficio, determinanti per la pronuncia della sentenza di non luogo a procedere.

## Funzione
L'udienza preliminare supplisce a una triplice funzione:
- Filtrare le imputazioni azzardate;
- Garantire un'attuazione del diritto alla prova;
- Consentire la facoltà di adire a riti alternativi alla normale procedura (ad esempio il giudizio abbreviato).[8]

Dall'emanazione del codice di procedura a oggi, l'udienza preliminare ha subito importanti modifiche. Inizialmente configurata come un filtro a maglie larghe, che lasciava cioè passare molte imputazioni al dibattimento, è diventata un'udienza sempre più selettiva, sulla scia di una giustizia penale sempre più rallentata. Se il testo originario dell'art. 425 c.p.p. prevedeva l'evidenza della cause liberatorie ai fini dell'emissione della sentenza di non luogo a procedere, le riforme del 1993 e del 1999 hanno in primo luogo soppresso la parola evidente, per poi consentire il non luogo a procedere nei casi di contraddittorietà degli elementi acquisiti, o quando questi non risultino idonei a sostenere l'accusa in sede dibattimentale.

### Filtro
La prima funzione, disciplinata dall'art. 425 c.p.p., risponde alle esigenze di filtrare imputazioni azzardate e lo sfociare in dibattimento di azioni penali esercitate erroneamente, grazie alla sentenza di non luogo a procedere. Proprio questa funzione, con l'introduzione dell'udienza preliminare nella riforma codicistica, aveva creato notevoli contrasti in dottrina per circa un decennio: si discostava infatti dalla sentenza di proscioglimento dell'udienza preliminare dall'archiviazione delle indagini preliminari, sia per il dettato, poi riformato nel 1993, che disponeva l'evidenza della prova negativa, sia successivamente quando prevedeva per lo stesso proscioglimento la prova negativa e non quella contraddittoria, mancante o insufficiente. Le numerose critiche furono accolte dal legislatore nella legge n. 479/1999, con la modifica del comma terzo dello stesso art. 425 c.p.p. che prevede esplicitamente
(art. 425, comma 3 c.p.p.)

### Diritto alla prova
Il secondo scopo dell'udienza appare evidente considerando l'ipotesi che nuove prove possano emergere dopo le indagini preliminari. Per limitare il riavvicinarsi di una fase istruttoria, tale udienza è stata modellata come una fase allo stato degli atti nella quale possono essere acquisite eccezionalmente e in casi previsti alcune prove, efficaci però nella fase stessa e non in altre eventualmente successive.
Ad accentuare lo scopo del diritto alla prova è intervenuta anche la legge n. 479/1999 inserendo l'art. 421-bis c.p.p., che prevede la possibilità per il giudice, qualora ritenga le indagini preliminari incomplete, di ordinare al PM di svolgere ulteriori indagini. Inoltre lo stesso giudice può richiedere l'assunzione di elementi di prova d'ufficio in caso non sia in grado di decidere ma non voglia nemmeno una integrazione completa delle indagini preliminari: aspetto molto importante della riforma atto a risolvere problemi in ordine a questo scopo, visto che la parte può fare istanza al giudice per ottenere l'ordinanza di assunzione di determinati elementi di prova.

### Scelta dei riti differenziati
La terza funzione dell'udienza preliminare è quella di permettere dei riti alternativi a quello ordinario. Occorre però precisare che solo nell'udienza preliminare si può approdare nel giudizio abbreviato e nel patteggiamento. Il rito abbreviato può essere chiesto anche entro 15 giorni dalla notifica del decreto che dispone il giudizio immediato.
L'imputato dopo essere venuto a conoscenza dei risultati delle indagini preliminari e dopo aver esperito le sue facoltà difensive, potrà valutare in questa sede la convenienza o meno a richiedere il patteggiamento (il quale può essere chiesto anche durante le indagini preliminari, ma è più logico che venga richiesto in tale fase) o il giudizio abbreviato (disposto solo se l'integrazione probatoria risulta necessaria ai fini della decisione e se è compatibile con le finalità di economia processuale).
Con la legge 16 dicembre 1999, n. 479 ("legge Carotti") tale istituto è stato modificato come segue:
- non occorre più il consenso del Pubblico Ministero per accedere al giudizio abbreviato;

- il giudice provvede con ordinanza a tale richiesta;

- il giudice se non può decidere allo stato degli atti assume anche d'ufficio gli elementi necessari ai fini della decisione.

## La modifica dell'imputazione
Se nel corso dell'udienza il fatto contestato all'imputato risulta "diverso" ovvero "nuovo", ovvero emerge una circostanza aggravante o un reato connesso ex art. 12, lettera b) c.p.p. (concorso formale di reati), è consentito al pubblico ministero di modificare l'imputazione (art. 423 c.p.p.).
La disciplina per la modifica sarà tuttavia diversa: solo in caso di fatto diverso, ovvero aggravante o reato connesso, il P.M. potrà autonomamente modificare e contestare la nuova imputazione, mentre nel caso di fatto nuovo avrà bisogno del consenso dell'imputato e dell'autorizzazione del giudice.